# Шпитал (Загорје об Сави)
Шпитал (словен. Špital) је насељено место у општини Загорје об Сави, Засавска регија, Словенија.

## Историја
До територијалне реорганизације у Словенији био је у саставу старе општине Загорје об Сави. Шпитал као самостално насеље постоји од 2000. године. Настала је издвајањем делова из насеља Јарше, Мошеник и Пожарје.

## Становништво
У попису становништва из 2011. године, Шпитал је имао 24 становника.
| Број становника према пописима | Број становника према пописима |
| ------------------------------ | ------------------------------ |
| 2002                           | 2011                           |
| 19                             | 24                             |

Напомена: Године 2000. настала издвајањем делова из насеља Јарше, Мошеник и Пожарје.